# Punctoterebra turrita
Punctoterebra turrita é uma espécie de gastrópode do gênero Punctoterebra, pertencente à família Terebridae.